# Pení
El puig Pení és un contrafort de 606,6 m d'elevació a la serra de Rodes (Alt Empordà), a la península del cap de Creus, que domina pel sud-oest la vila i la badia de Cadaqués i pel nord-est la badia de Roses.
Al seu cim hi ha les instal·lacions d'una estació de radar (Esquadró de Vigilància Aèria número 4, EVA-4) que pertany a l'Exèrcit de l'Aire espanyol, construïda pels Estats Units l'any 1959.
Als seus vessants, durant la Segona Guerra Mundial, es va estavellar el 6 de desembre de 1942 un avió B-26 nord-americà de reconeixement electrònic que es dirigia al sud de França.
L'origen del nom de la muntanya és incert, i per això tradicionalment s'ha ofert indistintament un origen cèltic, grec, llatí i, darrerament, hebreu.

## Cartografia
- Mapa topogràfic de Catalunya "Parc Natural del Cap de Creus" (19), E 1:25000, Generalitat de Catalunya / Institut Cartogràfic de Catalunya. Desembre 1997
- Mapa 443 "Cataluña/Catalunya Aragon-Baleares" 1/400000 Michelin ISBN 2067004433